# American Football League (1926)
Die American Football League war eine im Jahr 1926 operierende Profiliga für American Football in den Vereinigten Staaten.

## Geschichte
Nachdem die Chicago Bears die Gehaltsforderungen ihres Spielers Harold Grange nicht erfüllen wollten, wollte dieser in New York City ein eigenes Franchise der National Football League aufbauen. Der Besitzer der New York Giants, Tim Mara, stimmte dem jedoch nicht zu.
Grange gründete daraufhin eine eigene Liga. Neben acht neuen Teams, darunter Granges neu gegründeten New York Yankees, trat der neuen Liga mit den Rock Island Independents auch ein Gründungsmitglied der NFL bei. Die Liga konnte sich jedoch nicht halten. Mit Ausnahme der Yankees spielte jedes Team vor fast leeren Stadien. Grund für das Ausbleiben von Zuschauern war das schlechte Wetter und die schwachen Offensivleistungen. In 41 Spielen kam es trotz der Verpflichtung vieler Stars nur zu 42 Touchdowns.
Nach nur einem Monat Spielbetrieb mussten die Newark Bears und die Cleveland Panthers bereits aufgeben. Kurz darauf folgten die Brooklyn Horsemen, die mit dem Lokalrivalen aus der NFL, Brooklyn Lions, fusionierten, die Boston Bulldogs und die Independents.
Zu Saisonende waren nur noch vier Mannschaften dabei, drei davon nur Dank großer Finanzhilfe durch den Berater von Grange, C. C. Pyle. Meister der Liga wurden die Philadelphia Quakers. Nach dieser Saison wurde die Liga aufgelöst. Nach der Insolvenz der Brooklyn Lions traten die Yankees von Grange in die NFL ein.

## Tabelle
| Team                     | S  | N | U | P+  | P−  |
| ------------------------ | -- | - | - | --- | --- |
| Philadelphia Quakers     | 8  | 2 | 0 | 93  | 52  |
| New York Yankees         | 10 | 5 | 0 | 212 | 82  |
| Cleveland Panthers       | 3  | 2 | 0 | 62  | 46  |
| Los Angeles Wildcats     | 6  | 6 | 2 | 105 | 83  |
| Chicago Bulls            | 5  | 6 | 3 | 88  | 69  |
| Boston Bulldogs          | 2  | 4 | 0 | 20  | 81  |
| Rock Island Independents | 2  | 6 | 1 | 21  | 126 |
| Brooklyn Horsemen        | 1  | 3 | 0 | 25  | 68  |
| Newark Bears             | 0  | 3 | 2 | 7   | 26  |